# Calabanga
Calabanga est une municipalité de la province de Camarines Sur, aux Philippines.